# Monstre du loch Ness
Le monstre du loch Ness, que l'essor du tourisme a surnommé dans les années 1930 « Nessie » (parfois orthographié « Nessy ») pour supprimer le côté effrayant qu'il avait jusque-là, est une créature lacustre légendaire supposée vivre, ou avoir vécu, dans le loch Ness, un lac des Highlands en Écosse.
Ce fruit de l'imaginaire humain est devenu emblématique de la cryptozoologie et Robert H. Rines et le naturaliste Sir Peter Scott le dotèrent même en 1975 d'un nom binominal, Nessiteras rhombopteryx, comme on le fait pour une espèce animale attestée.
Il est généralement décrit comme ressemblant à un serpent de mer ou à un plésiosaure. De nombreux enthousiastes se rendent sur les eaux du loch depuis le début des années 1930, date de la première apparition « moderne » du monstre, afin de le rechercher. Des photos et des films sont régulièrement présentés et les trucages tout aussi régulièrement déjoués (ou la supercherie finalement avouée par ses auteurs). La créature légendaire est au centre de nombreuses œuvres de fiction ou de représentations imaginaires comme certains dessins animés ou bandes dessinées.
Cette créature imaginaire a ainsi contribué à renforcer l'attrait des touristes pour les paysages écossais, notamment lacustres, et leur aspect mystérieux.

## Légendes

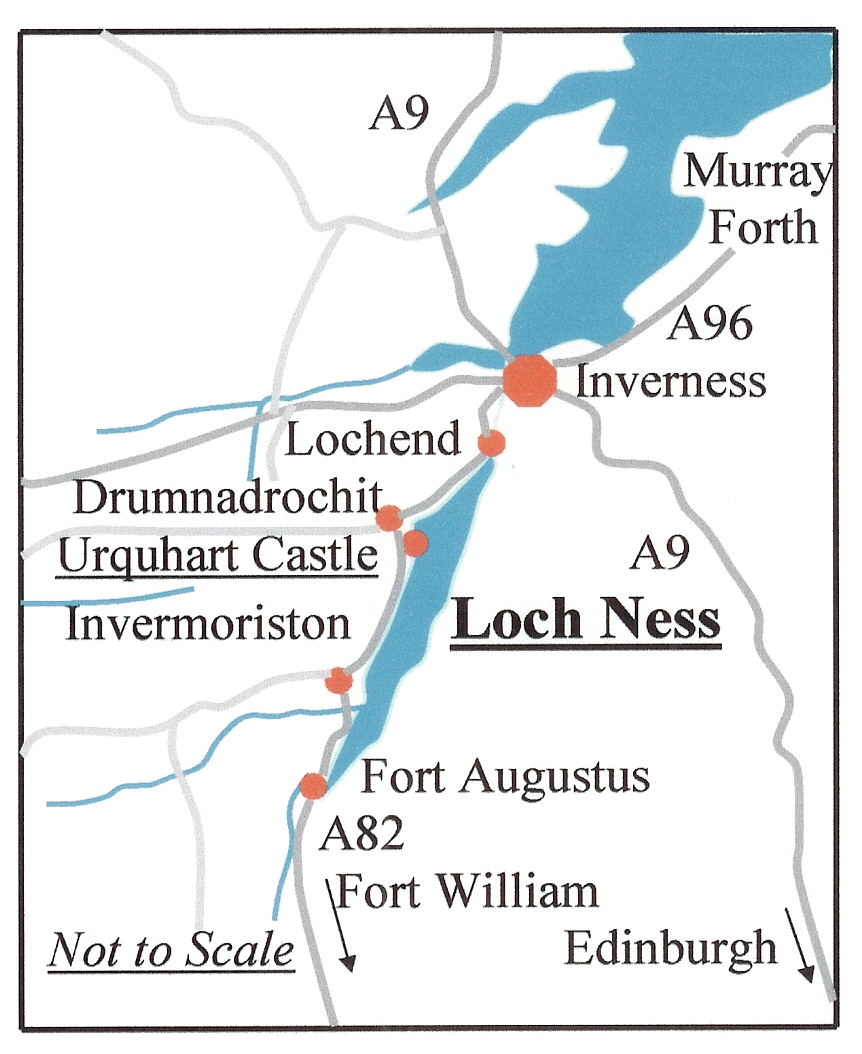
Carte de la situation du loch Ness.

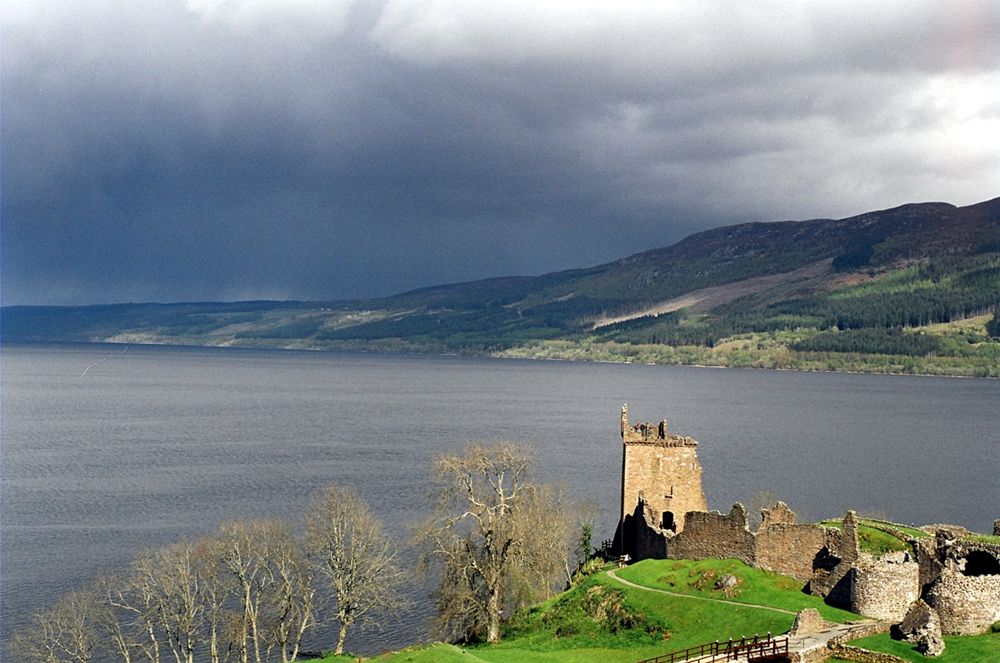
Le loch Ness.

L’Écosse a toujours été réputée pour ses légendes de monstres évoluant dans les eaux profondes des rivières et des lochs. Ces créatures aquatiques sont des dragons des eaux celtes qui gardaient jadis le trésor de chefs enterrés dans le loch, des kelpies ou « chevaux des eaux », qui ont la particularité de noyer les voyageurs imprudents. Jadis, les parents défendaient à leurs enfants de se baigner dans les profondes rivières, craignant que les esprits des eaux ne les emportent.
La légende du monstre pourrait également avoir pour origine un récit hagiographique, la Vita Columbae par Adomnan d'Iona qui raconte un miracle de saint Colomba, un moine irlandais. En 565, il aurait sauvé l'un de ses disciples d'une mort certaine alors qu'il tentait de traverser le lac à la nage pour ramener une barque échouée : un épouvantable monstre fit brusquement surface et se précipita sur lui, « avec de grands rugissements et la gueule ouverte ». Saint Colomba fit un signe de croix et invoqua la puissance de Dieu, en criant au monstre de ne pas toucher le malheureux, ce que fit « an Niseag » (nom celte de Nessie),.
Les récits mythologiques et les témoignages sur la présence d'un monstre ont pu s'accumuler en raison de la présence dans le loch d'une couche thermique d'inversion à l'origine de mirages à la surface du lac qui peuvent faire croire à un tronc d'arbre (généralement un pin) redressé ou donner une apparence grotesque à toutes sortes d'objets (mouette, bouteille, tonneau). Cette inversion thermique est également à l'origine de vagues sans vent qui peuvent faire dériver à contre-courant un tronc d'arbre, donnant l'impression d'un long sillage créé par une créature qui nage en remontant ce courant. Des phoques (Phoca vitulina) ou des loutres qui entrent parfois dans le loch Ness en passant les écluses ont également pu alimenter ces légendes, leur silhouette pouvant être agrandie par le phénomène de réfraction atmosphérique.
Le mythe du monstre du loch Ness, quant à lui, acquiert une renommée mondiale dans les années 1933-1934 (voir plus bas, la section Canulars et mystification) qui voit la multiplication du nombre de témoins oculaires à la suite de l'expansion de la route qui longe le lac dans les années 1930, les ouvriers ayant abattu de nombreux pins sylvestres qui bouchaient la vue et dont la remontée en surface des troncs aurait pu susciter l'amoncellement de témoignages.
En 1961 fut officiellement créé le Loch Ness Phenomena Investigation Bureau (Bureau d’enquêtes sur les phénomènes du loch Ness). Le 14 octobre 1971, le père Gregory Brusey de l'abbaye de Fort Augustus (en) contemplait le lac en compagnie d’un visiteur de l’abbaye bénédictine lorsqu'il vit un grand animal s’éloigner au large. Depuis les observations se sont multipliées, surtout près des ruines du château d'Urquhart qui est un poste d’observation idéal. En 1972, un plongeur raconta avoir vu une énorme « grenouille » alors qu'il explorait l'épave d'un chalutier et refusa de descendre au fond du lac une nouvelle fois. Plusieurs pêcheurs mirent longtemps à révéler avoir vu le monstre dans les eaux du loch, par crainte d'être pris pour des affabulateurs…
Plusieurs expéditions ont été menées pour tenter de trouver la « créature ». Dans les années 1930, les volontaires ont essayé de l'attraper avec de simples outils : tonneaux, fils de pêche, hameçons et morceaux de poisson en guise d'appât. Aujourd'hui, c'est à l'aide de moyens sophistiqués comme des submersibles, radar naval, sonar et même des webcam que les scientifiques espèrent identifier ou capturer la bête (expéditions Pisces en 1969, Yellow Submarine en 1972 et Deepscan en 1987)[réf. souhaitée]. Plusieurs échos signalant la présence de « grandes masses non-identifiées en mouvement » et de cavernes sous-marines ont été enregistrées par les appareils mais il s'agit d'artefacts car le soubassement du loch est en granit et en schiste, ne pouvant donc pas abriter de grottes sous-marines.
Dans les années 1990, on rapporta la présence de saumons échoués sur le rivage présentant des traces de morsures de très grande taille. Dans la même période, deux amis pêcheurs, pourtant sceptiques sur l'existence du monstre, racontèrent avoir aperçu une bosse marron-grise émergeant de l'eau. En se rapprochant pour voir ce dont il s'agissait, le bateau fut entouré par trois bosses distinctes de même couleur. Ils parvinrent à revenir vers le rivage après que l'une des trois « bosses » les eut suivis sur une centaine de mètres[réf. nécessaire].
En 2007, une vidéo montrant un mouvement sous l'eau du lac ranime l'attraction autour du site. En 2011, George Edward, propriétaire d’un bateau de tourisme, prend une photo saisissante, qualifiée de « la photographie la plus claire de la créature de légende ». Elle s’avérera finalement être une supercherie : la bosse marron apparaissant sur la photo était en réalité une reconstitution en fibre fabriquée pour un documentaire sur le monstre du Loch Ness.
Bien qu'il s'agisse d'un canular, le monstre continue de susciter la curiosité : en 2015 d'après Google, il est à l'origine de 200 000 recherches sur Internet par mois et 150 000 demandes d'informations touristiques afin de se rendre sur les lieux.

## Nom scientifique
En 1975, Sir Peter Scott et Robert Rines attribuent au monstre du loch Ness un nom scientifique, basé sur la photographie sous-marine floue d'une supposée nageoire du monstre : Nessiteras rhombopteryx. Ce nom vient du grec et signifie « la merveille du Ness à la nageoire en forme de diamant ». Le journal Daily Telegraph nota par la suite que c'est également en anglais l'anagramme de Monster hoax by Sir Peter S qui signifie « Canular du monstre par Sir Peter S ».

## Recherches et expéditions scientifiques
- Les premières recherches sérieuses en 1934 sont financées par un magnat de l'assurance Sir Edward Mountain (en) qui embauche vingt chômeurs équipés de jumelles et d'appareils photo pour surveiller le lac. Au bout de cinq semaines, l'absence de photographies formelles met fin à l'expédition officielle en août 1934. Le capitaine James Fraser qui accompagne l'expédition poursuit les observations et filme le 15 septembre 1934, une silhouette qui s'avère être un phoque[18].
- En 1961 est créé le Loch Ness Phenomena Investigation Bureau (Bureau d’enquêtes sur les phénomènes du loch Ness) qui encourage jusqu'en 1974 les observations et les photographies[19].
- L'équipe de l'université de Birmingham dirigée par le professeur Gordon Tucker mène en 1968, 1969 et 1970 des expéditions scientifiques qui sondent le lac au moyen d’un sonar. Elles enregistrent à deux ou trois reprises, des traces d'une grande masse en mouvement[20].
- Robert H. Rines, de l'Académie des sciences appliquées de Boston, produit des photos en 1972, 1975, 2001, qui montrent une créature volumineuse munie d'une tête minuscule. Constatant le déclin du nombre de témoins oculaires et l'absence de signal sonar depuis des années, il émet l'hypothèse lors de sa dernière expédition en 2008, que le monstre s'est éteint en raison du réchauffement climatique[21].
- En 1987 est lancée une grande exploration au sonar. L'« Opération Deepscan » est très médiatisée mais déçoit la presse par l'absence de résultat concluant[22].
- En 2003, la BBC lance une opération impliquant six cents sonars et du tracking par satellite. Le documentaire lié à cette recherche, le Searching for the Loch Ness Monster, conclut que le monstre du loch Ness est un mythe[23].
- En 2018, une étude portant sur 250 échantillons d'eau du lac, dans lesquelles des séquences d'ADN ont été analysées, a permis d'identifier plus de 3 000 espèces (ADN humain, de chien, de mouton, cerfs, blaireaux, renards, campagnols et de nombreuses espèces d'oiseaux et de poissons). Les résultats sont publiés en septembre 2019, permettant au généticien Neil Gemmel de l'université d'Otago à Dunedin (Nouvelle-Zélande) d'écarter la probabilité de l'existence d'un reptile préhistorique. Il propose la possibilité de la présence d'anguilles géantes qui pourraient être à l'origine du mythe[24].

## Canulars et mystification

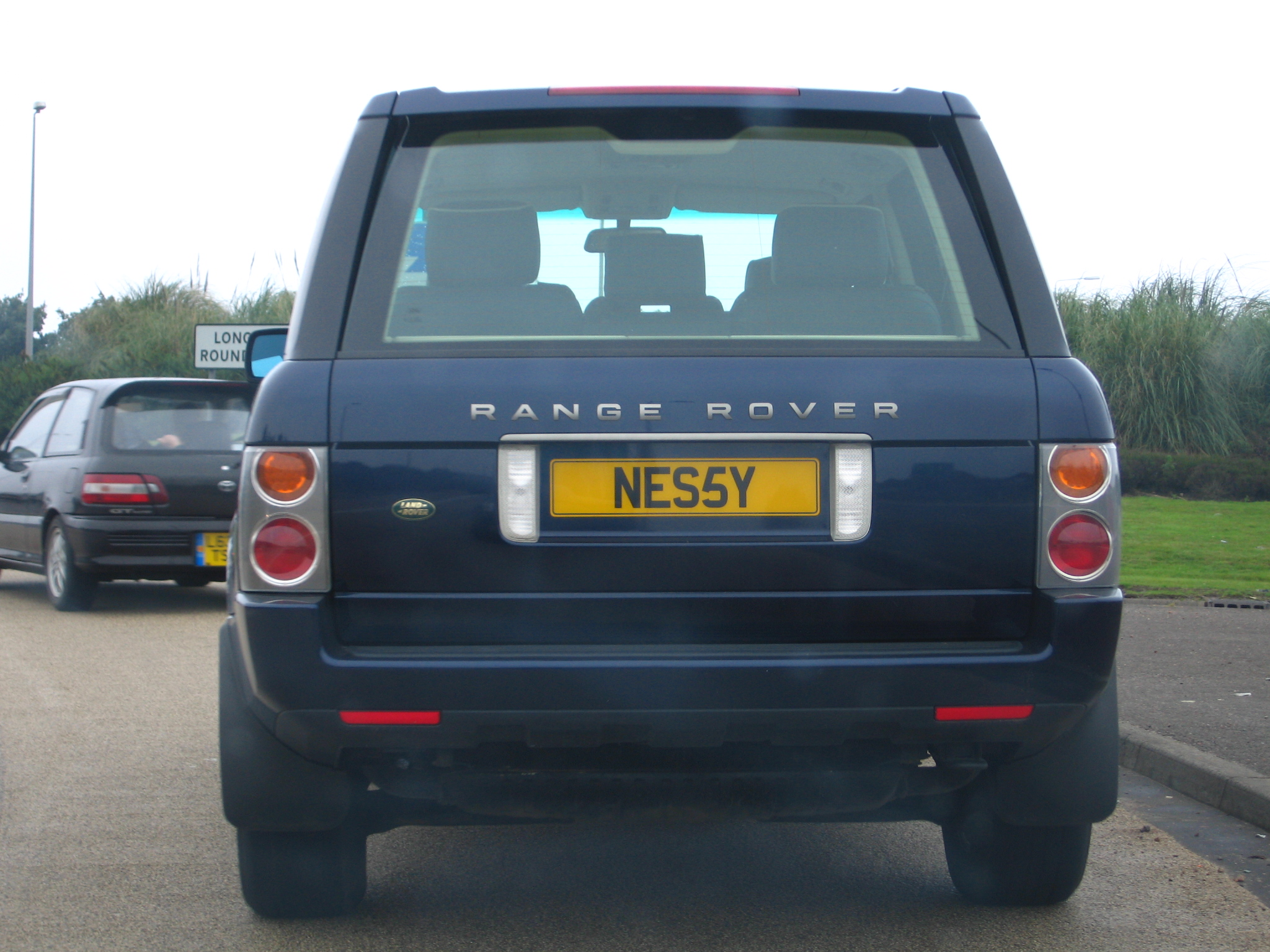
Nessie inspire aussi les plaques d'immatriculation des habitants d'Inverness.

Selon Neil Clark, paléontologue et conservateur du musée Hunterian de l'université de Glasgow, la croyance populaire au sujet de l'existence du monstre serait seulement l'effet d'« un magnifique exemple de marketing ». En effet, plusieurs rumeurs courent que l'invention du monstre serait due à un certain Bertram Mills, directeur de cirque de son état. En 1933, lors d'une tournée en Écosse, il faisait baigner longuement ses éléphants dans l'eau des lochs. Les gens d'alors qui n'avaient jamais vu un éléphant étaient particulièrement impressionnés par ces animaux dont « seuls la trompe, le haut de leur tête et de leur dos étaient visibles […] L'impression était alors celle d'un animal avec un long cou et deux bosses, et peut être davantage s'il y avait plus d'un animal ». Amusé par cette méprise, Mills offrit jusqu'à 20 000 livres — ce qui correspond à 1 million de livres d'aujourd'hui — à quiconque capturerait le monstre pour sa ménagerie. Il était conscient de l'énorme publicité que cela allait engendrer, sans beaucoup de risques financiers pour lui puisqu'il pensait qu'il n'y avait pas de monstre, mais seulement une confusion avec ses pachydermes.
Un autre coup de marketing pourrait être à l'origine de cette légende. Le couple Mackay, gérant du « Drumnadrochit Hotel », revient d'Inverness en voiture le 14 avril 1933, et raconte voir un monstre ressemblant à une baleine s'ébrouer pendant une minute avant de plonger. Narrant cette aventure à leur ami Alex Campbell, jeune garde-pêche et journaliste amateur, ce dernier publie dans le journal local l’Inverness Courrier cette anecdote dans un article du 2 mai sous le titre « A Strange Spectacle on Loch Ness », article bientôt repris par la presse londonienne, ce qui déclenche cette année-là une série d'« apparitions » et une vague touristique qui fait gonfler les réservations dans l'hôtel des MacKay. Le 22 juillet 1933, un couple de touristes londoniens, les Spicer raconte avoir vu un monstre ressemblant à un animal préhistorique. Le correspondant local Campbell propage dès lors l'histoire d'un plésiosaure dans le journal local.
La première photo officielle du monstre date du 12 novembre 1933. Elle est prise par Hugh Gray. Floue et de mauvaise qualité, elle est aussitôt publiée par le Glasgow Daily Record et le Daily Sketch de Londres. Les sceptiques ont estimé que la forme grise était celle d'un labrador jouant dans l'eau, un bâton dans la gueule,.
La photo la plus célèbre du monstre du loch Ness, réalisée en 1934, montre la tête et le cou de l'animal émergeant du lac, entouré de cercles concentriques formés par l'eau. Elle est publiée le 21 avril 1934 dans le Daily Mail et fait sensation car elle est nette et évoque un plésiosaure. Son auteur, le gynécologue londonien Robert Kenneth Wilson, prit une photo du monstre sur ordre du gouvernement[réf. nécessaire]. La photo fit le tour du monde, mais, quelques années plus tard, Robert Kenneth Wilson avoua que la photo était un canular : il s'agissait d'un jouet en plastique. Il a même avoué que c'était lui qui avait imprimé sur la berge de prétendues traces du monstre. Il en existe d'ailleurs une deuxième, montrant la tête de l'animal sous un angle différent, au moment de l'immersion.
Le 7 décembre 1975, un article du Sunday Telegraph évoque un canular mais ne reçoit pas d'écho, jusqu'aux aveux de Christian Spurling lors d'un entretien auprès de deux auteurs anglais, peu avant sa mort, en 1993 (et non sur son lit de mort comme l'a prétendu une thèse abondamment reprise) et à la parution en 1999 du livre Nessie – the Surgeon's Photograph Exposed qui détaille la thèse du canular : au milieu des années 1930, la compétition entre les cinq principaux quotidiens britanniques pour obtenir un cliché de qualité du monstre était intense. Le Daily Mail engage alors le chasseur de gros gibier Marmaduke Wetherell pour traquer Nessie. Wetherell publie à la fin de l'année 1933 les empreintes du monstre qui se révèlent, après l'analyse des scientifiques du British Museum, celles d'un hippopotame. Humilié par ses employeurs du Daily Mail, il se serait vengé en un réalisant un montage grossier avec un sous-marin pour enfant affublé d'une tête sculptée par son gendre Christian Spurling. Pour donner de la crédibilité à sa photo, il aurait demandé à Wilson, une de ses connaissances, d'endosser la paternité du cliché.
Mais les propos de Christian Spurling, tenus devant la presse près de soixante ans après les faits, ont été mis en doute : l'industrie du jouet était encore loin d'avoir conçu des sous-marins miniatures en 1934, une époque où le plastique (nécessaire pour que l'objet ne coule pas) n'était pas utilisé. Mais surtout, un autre homme s'était déjà désigné comme le soi-disant mystificateur, en 1992. Le professeur Lambert Wilson avait en effet affirmé dans l'hebdomadaire danois Hjemmet que c'était lui qui avait été à l'origine de la prise de la fameuse photo en montant un faux ensemble cou-tête sur un masque de plongée. Selon lui, Robert Kenneth Wilson n'avait fait que se trouver là par hasard pour le photographier alors qu'il se déplaçait juste sous la surface de l'eau. De leur côté, deux océanographes, Paul LeBlond et Michael Collins, qui ont examiné le célèbre cliché dans sa version non recadrée (où l'on voit en arrière-plan la rive opposée du loch) estimaient en 1987 que le cou et la tête représentés sur le cliché culminaient à environ 1,20 mètre, et non quelques dizaines de centimètres comme le sous-entendent les thèses d'une mystification[réf. nécessaire].
Un des riverains du loch Ness a laissé en testament, une lettre expliquant qu'il avait sculpté un monstre en bois, et qu'il s'amusait à le sortir pour gonfler la légende. On a retrouvé, effectivement, dans son hangar, le modèle du monstre du loch Ness qui perpétua le mythe et attira le tourisme.

### Identités proposées
- Le plésiosaure, un grand reptile marin préhistorique doté d'un long cou et de nageoires dont la morphologie correspond aux descriptions du monstre faites par les témoins : c'est l'hypothèse la plus répandue dans le grand public, lancée par Robert Rines, inventeur, avocat, professeur et chercheur au prestigieux MIT. Trois coquillages fossilisés furent remontés à la surface par des robots sous-marins, apportant la preuve incontestable que le loch Ness, à une époque, donnait directement dans l'océan. La méthode du carbone 14 a permis de faire remonter ces coquillages à 12 800 ans, c'est-à-dire la fin de la dernière période glaciaire[réf. nécessaire]. Mais un reptile ne pourrait survivre dans le lac car il s'agit d'un animal à sang froid, inadapté à des eaux glaciales. Il est cependant admis que les plésiosaures ont eu un métabolisme endotherme et ont pu réguler leur température corporelle[33].
- En 1965, Bernard Heuvelmans, zoologue belge réputé pour sa ténacité à rechercher les animaux encore inconnus de la science, a émis l'hypothèse d'une espèce inconnue de pinnipède, une otarie à long cou nommée Megalotaria longicollis. Il a également suggéré que les « cornes » ou « épines » aperçues par les témoins pourraient s'expliquer par des tubes respiratoires. Heuvelmans a fait remarquer que l'on signale des créatures répondant au même portrait-robot dans d'autres lacs tout autour du monde. Tous ces lacs sont souvent d'anciens fjords coupés de la mer et sont situés de part et d'autre de la ligne isotherme 10 °C. Mais le nombre d'observations est très inférieur à ce que l'on peut attendre d'un mammifère respirant en surface plus de vingt-quatre fois par jour.
- L'esturgeon. Adrian Shine qui a mené l'opération Deepscan de 1987, affirme que le monstre pourrait être un esturgeon baltique[10], une espèce de poisson qui peut mesurer jusqu'à 5 mètres pour un poids de 360 kg. Les plaques osseuses épaisses et brillantes qui recouvrent leur corps forment un véritable bouclier. Leur longévité est de plus de 100 ans.
- Rupert Gould suggéra qu'il pourrait s'agir d'un triton à long cou. Roy Mackal la lista comme la plus probable.
- Jeremy Wade, dans l'émission River Monsters, estime qu'il s'agirait d'un requin du Groenland. En effet, ce requin qui peut mesurer jusqu'à 7 mètres affectionne les eaux ne dépassant pas 12 °C. Disposant d'un petit aileron, sa silhouette à la surface ressemble à une bosse.
- La Dame du Lac, ce qui laisse également supposer que la Légende arthurienne situe le site de Camelot bien trop loin du loch Ness et de Cherry Island, hypothétique Avalon.
- Le chasseur indépendant de Nessie, Steve Feltham, a quant à lui proposé la présence d’un silure glane. Selon lui, l’espèce aurait été introduite dans la région afin de favoriser la pêche. Néanmoins, aucune source concrète n’est venue étayer cette théorie[34].
- Il est confirmé depuis plusieurs années que des phoques gris entrent à l'occasion dans le Loch, en remontant le Fleuve Ness, reliant le lac à la mer. Cette espèce de taille imposante (des records enregistrés entre 3 m et 3,5 m de long)[35],[36] pourrait donner une impression de grande "bosse" grise à la surface (une description récurrente des témoignages). Plusieurs phoques nageant en file indienne en surface évoque également un "serpent de mer" à plusieurs bosses (un des autres aspects emblématiques de Nessie)[37].

### Phénomènes et témoignages

Silhouettes supposées du monstre hors de l'eau.

#### Liste des films et vidéos du monstre «réel»
Liste des documents présentés comme étant des témoignages visuels en mouvement de l'existence du monstre.
| Date              | Auteur                                               |
| ----------------- | ---------------------------------------------------- |
| 24 septembre 1898 | Guillaume Adhémard                                   |
| 22 septembre 1936 | Malcolm Irvine                                       |
| 22 septembre 1936 | Dr McRae                                             |
| 29 mai 1938       | G.E. Taylor                                          |
| 1938              | James Currie                                         |
| 15 septembre 1939 | James Fraser                                         |
| 23 avril 1960     | Tim Dinsdale                                         |
| 18 octobre 1962   | Loch Ness Investigation Bureau                       |
| 6 juin 1963       | Nyan McCain                                          |
| 13 juin 1963      | Loch Ness Investigation Bureau                       |
| 21 mai 1964       | Pauline Hodge                                        |
| 1er août 1965     | Elizabeth Hall (Loch Ness Investigation Bureau)      |
| 2 mai 1966        | Christian Bastit (Loch Ness Investigation Bureau)    |
| 14 février 1967   | Dick Raynor (Loch Ness Investigation Bureau)         |
| 22 mai 1967       | Chapman/Christopher (Loch Ness Investigation Bureau) |
| 30 mai 1967       | Samson Convert (Loch Ness Investigation Bureau)      |
| 13 juin 1967      | Edouard Emuralian (Loch Ness Investigation Bureau)   |
| 22 août 1967      | Luigi Skelton (Loch Ness Investigation Bureau)       |
| 23 août 1967      | Irvine / Young / Barnett                             |
| 5 octobre 1967    | Mario Barsky                                         |
| 4 mai 1968        | Skelton / Daevis (Loch Ness Investigation Bureau)    |
| 27 mai 1969       | Shield / Baker (Loch Ness Investigation Bureau)      |
| 23 juin 1969      | Margaret Edward                                      |
| 19 septembre 1969 | Renzo Serafini                                       |
| 18 juin 1975      | Alan Wikins                                          |
| 22 août 1977      | Gwen Smith                                           |
| 25 avril 1982     | Marion Aquino (FBI)                                  |
| 6 août 1985       | John Eric Beckjord                                   |

#### Tableau des expériences d'échos au sonar
| Date       | Instigateurs                                | Résultats             |
| ---------- | ------------------------------------------- | --------------------- |
| 1954       | Capitaine Donald MacLean et Mate Peter      | Non concluant         |
| 1965       | Andersone                                   | Non concluant         |
| 1961       | Dr Peter F. Baker et Mark Westwood          | Non concluant         |
| 1962       | Birmingham University Loch Ness Expedition  | Non concluant         |
| avril 1968 | Oxford and Cambridge Loch Ness Expedition   | Positif, écho étrange |
| août 1968  | Université de Birmingham                    | Positif, écho étrange |
| 1969       | Université de Birmingham, même équipe       | Non concluant         |
| 1969       | Université de Birmingham, même équipe       | Positif, écho étrange |
| 1969       | Vickers, Ltd., R.W. Eastaugh                | Non concluant         |
| 1969       | Loch Ness Investigation Bureau (LNPIB)      | Non concluant         |
| 1969       | Independant Television (ITN)                | Positif, écho étrange |
| 1970       | World Book Encyclopaedia Griffis Foundation | Positif, écho étrange |
| 1970       | Université de Birmingham                    | Positif, écho étrange |
| 1970       | World Book Encyclopaedia                    | Positif, écho étrange |
| 1972       | Academy of Applied Science                  | Positif, écho étrange |

#### Méprises
Plusieurs photographies ont été publiées pour prouver l'existence de Nessie. Si l'on exclut les mystifications avérées, des phénomènes liés aux conditions de prise de vue peuvent expliquer bon nombre d'images controversées : lumière rasante, reflets sur l'eau, obscurité…
Dans un certain nombre de cas, l'objet photographié a pu être identifié. Dans le cas contraire, les observateurs estiment que l'image s'explique clairement sans qu'on ait à évoquer l'hypothèse d'un monstre. On peut ainsi voir :
- un esturgeon[39] ;
- un ou plusieurs phoques[39] ;
- un groupe d'oiseaux s'envolant ou amerrissant ;
- un nageur ;
- un soliton (vague se propageant sur de longues distances comme un mascaret ou un raz-de-marée) ;
- un tronc d'arbre de forme bizarre, pouvant figurer un long cou et une tête. Il existe un phénomène naturel appelé sèche dans le loch Ness, naissant de la superposition de couches d'eau chaude et froide, et qui crée un courant à la surface. Ce courant peut entraîner des débris avec lui, même contre le sens du vent. On peut ainsi voir des souches sembler naviguer contre le vent, ce qui peut enflammer les imaginations ;
- des phénomènes sismiques souterrains créant des remous à la surface (le loch Ness est le long de la ligne de faille des Highlands) ;
- les vagues provoquées par l'étrave d'un navire lui-même hors de vue, peuvent être prises pour le dos d'un animal, sur des photographies de mauvaise qualité. En 2004, un reportage présenté sur différentes chaînes de télévision européennes montrait que lorsqu'une baleinière à moteur accomplit un large virage, et que la vague principale de l'étrave reflète une ligne de crête assez douce, cela ressemble au cou et/ou au corps d'un paléo-reptile ;
- un éléphant de cirque se baignant dans ces eaux.

« Enfin, il faut prendre en compte le « conditionnement » des témoins à voir un monstre dans le loch Ness. Cela a fait l'objet d'une étude menée par une université écossaise : présents au bord du loch Ness, et ayant remarqué au loin un madrier flottant dans l'eau, des touristes ont tendance à voir un animal. D'autres personnes mises en présence du même madrier dans les mêmes conditions, mais cette fois autour d'un lac voisin, sont moins enclines à décrire le monstre, et décrivent un bâton, une épave, ou encore un périscope.
Selon des internationaux, le monstre serait beaucoup trop grand pour se nourrir à sa faim. Il n'y aurait jamais assez de poisson pour un animal d'une telle proportion ». Dans ce lac oligotrophe, la biomasse de 20 tonnes de poisson (estimation la plus haute) est en effet juste assez suffisante pour nourrir un animal de deux tonnes comme le monstre, mais insuffisante pour nourrir une population de plusieurs dizaines d'individus, nombre nécessaire pour la survie d'une espèce.
Le professeur et docteur Richard Carl Gustav Hennig était quant à lui catégorique concernant l'existence réelle du monstre.

## Œuvres de fiction

### Films

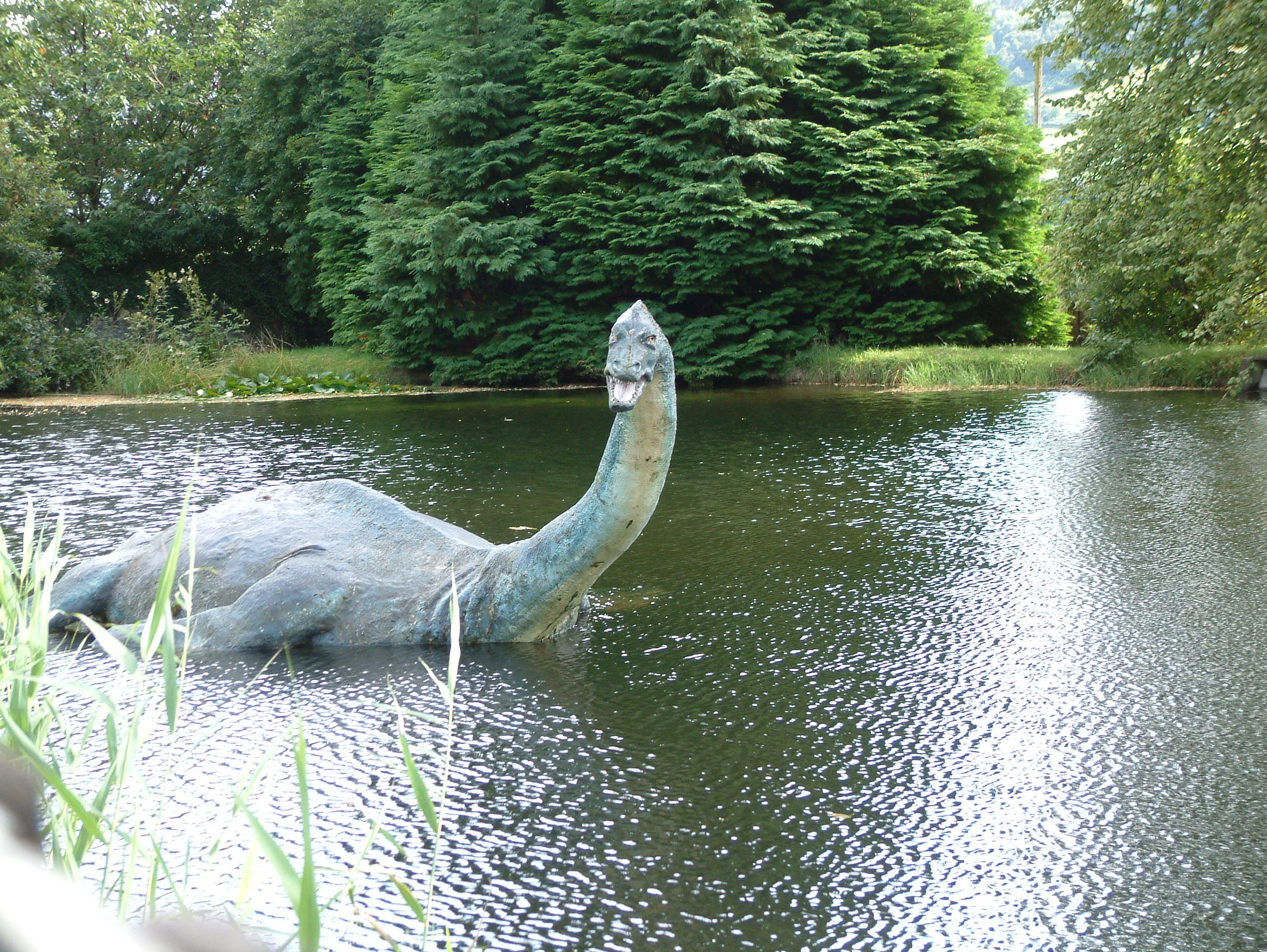
Monstre du loch Ness, sculpture en béton, interprétation d'artiste, à Drumnadrochit (Écosse).

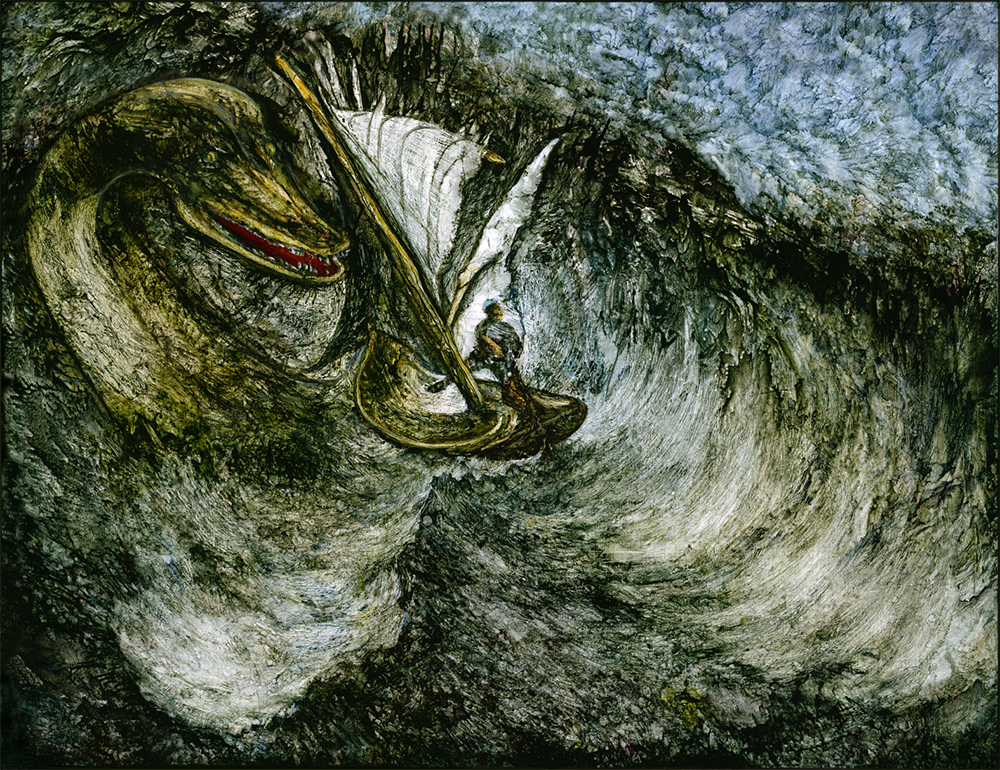
Loch Ness Monster, peinture d'Hugo Heikenwaelder (1999).

- 1934 : The Secret of the Loch, de Milton Rosmer[42]
- 1959 : Behemoth the Sea Monster, de Eugène Lourié[43]
- 1961 : What a Whooper, de Gilbert Gunn[44]
- 1966 : Le Saint : Un drôle de monstre (The Saint : The Convenient Monster) de Leslie Norman
- 1970 : La Vie privée de Sherlock Holmes, film de Billy Wilder (hypothèse d'un monstre artificiel dissimulant, en fait, un sous-marin militaire)
- 1975 : The Mysterious Monsters, de Robert Guenette[45]
- 1976 : Legend of Loch Ness, de Richard Martin[46]
- 1977 : The Crater Lake Monster, de William R. Stromberg[47]
- 1981 : The Loch Ness Horror (en), de Larry Buchanan
- 1991 : Ness et Nessy, film d'animation letton de Roze Stiebra
- 1996 : Loch Ness, film américain de John Henderson, avec Ted Danson, Joely Richardson, Ian Holm
- 2003 : Le Secret du loch Ness, série télévisée d'animation
- 2004 : Incident au Loch Ness (Incident at Loch Ness), documentaire de Zak Penn, avec Werner Herzog, Zak Penn, Michael Karnow
- 2007 : Le Dragon des mers : La Dernière Légende (The Water Horse: Legend of the Deep), film de Jay Russell, d'après un roman de Dick King-Smith, avec Emily Watson, Alex Etel, Ben Chaplin
- 2008 : La Terreur du Loch Ness (Beyond Loch Ness), film de Paul Ziller, avec Brian Krause, Niall Matter, Don S. Davis
- 2008 : Le Secret du Loch Ness (Das Wunder von Loch Ness), téléfilm de Michael Rowitz

### Littérature
- Witchell, Nicholas. Le Monstre du loch Ness.(The Loch Ness Story), 1976 Terence Dalton Limited [48] Paris :  Belfond, 1977, 220 p.  (ISBN 2-7144-1087-1) [49]le Livre de poche, 1979, 316 p. (Le Livre de poche ; 6806).  (ISBN 2-253-02117-2)
- Livingstone, J. B. Les Disparus du loch Ness. Monaco ; Paris, éd. du Rocher, 1991, 199 p. (Dossiers de Scotland Yard).  (ISBN 2-268-01226-3)
- Wolff, Patrice R. A. Lona et le Temps des Dragons. Édition des Mondes oranges, 2007, 180p.  (ISBN 9782952805339)
- Bibi Fricotin et le monstre du loch Ness / ill. Pierre Lacroix, textes de Manguin. Paris : Société parisienne d'éd., 1981, 47 p. (Bibi Fricotin ; 114) (Les Beaux albums de la jeunesse joyeuse).
- Duquennoy, Jacques. Les Fantômes au loch Ness. Paris : A. Michel jeunesse, 1996, 48 p. (Collection Zéphyr).  (ISBN 2-226-07120-2)
- Probst, Pierre. Caroline et le fantôme du loch Ness. Paris : Hachette jeunesse, 2004, 24 p. (Caroline ; 25).  (ISBN 2-01-224560-9)
- Kérillis, Hélène. La Classe de 6e et le monstre du loch Ness. Paris : Hatier, 2004, 93 p. (La classe de 6e) (Ratus poche : grands lecteurs ; 42).  (ISBN 2-218-74802-9)

### Pièce de théâtre
- Profit, Jean. L'Influence du mystère du loch Ness : comédie en trois actes. Valence : J. Profit, 1997, 90 p.  (ISBN 2-912788-01-3)

### Bandes dessinées
- Jean-Claude Forest, Hypocrite et le monstre du loch Ness, Paris : l'Association, 2001, 50 p.  (ISBN 2-84414-093-9)
- Mikaël, Loch Ness : l'étrange rencontre, Rennes : Éd. P'tit Louis, 2002, 45 p. (Junior l'aventurier ; 2).  (ISBN 2-914721-02-1)

### Jeux vidéo
- Loch Ness (2001), enquête policière autour du loch et de son monstre.

### Jouets
- La marque de jouets Playmobil commercialisa deux boîtes mettant en scène un serpent de mer géant et vert. La première où l'animal est avec un viking et une autre avec le monstre seul (nommé Nessie dans la légende)[réf. nécessaire].